# Quadrangle d'Artemis Chasma
Le quadrangle d'Artemis Chasma (littéralement :  quadrangle du gouffre d'Artémis), aussi identifié par le code USGS V-48, est une région cartographique en quadrangle sur Vénus. Elle est définie par des latitudes comprises entre 25° et 50° S et des longitudes comprises entre 120° et 150° E,. Il tire son nom du gouffre d'Artémis.